# КК Ахилеас
КК Ахилеас (грч. Αχιλλέας) је кипарски кошаркашки клуб из Никозије. У сезони 2014/15. такмичи се у Првој дивизији Кипра.

## Успеси

### Национални
- Првенство Кипра:
  - Првак (5): 1975, 1977, 1984, 1986, 1993.
  - Вицепрвак (6): 1987, 1989, 1990, 1992, 1997, 1999.

- Куп Кипра:
  - Победник (7): 1974, 1975, 1976, 1977, 1988, 1990, 2000.
  - Финалиста (4): 1981, 1982, 1983, 1984, 2010.

## Познатији играчи
- Зоран Стевановић
- Млађан Шилобад